# Буняк, Любомир Константинович
Любомир Константинович Буняк (укр. Любомир Костянтинович Буняк; род. 10 февраля 1944, Страшевичи, Дрогобычская область) — советский и украинский инженер в области нефтедобычи, политик, бывший Городской голова Львова в 2002—2005 годах. Лауреат Государственной премии УССР в области науки и техники (1980), Заслуженный работник промышленности Украины. Кандидат технических наук.

## Биография
Любомир Константинович Буняк родился 10 февраля 1944 года в селе Страшевичи.
После окончания школы учился в Дрогобычском нефтяном техникуме.
В 1962 году получил направление на нефтеперекачивающую станцию «Карпаты», где прошёл путь от машиниста до начальника аварийно-ремонтной службы. В 1964—1966 годах учился в Львовском политехническом институте, а с 1968 года — в Московском институте нефти и газа.
В 1972 году был назначен начальником нефтеперекачивающей станции в селе Жулин . С 1976 года — главный инженер Ровенского управления нефтепровода «Дружба». Четыре года (1982—1986) находился в командировке в Польше, где работал начальником пункта «Адамова» нефтепровода «Дружба». Далее — возвращение на предыдущую должность — главного инженера управления нефтепровода «Дружба» в городе Ровно.
За внедрение первой в СССР базовой системы управления технологическими процессами на магистральных нефтепроводах в 1980 году удостоен звания лауреата Государственной премии УССР в области науки и техники.
Кандидат технических наук. Награждён несколькими медалями. В 1996 году Любомиру Буняку присвоено звание «Заслуженный работник промышленности Украины». Тогда же ему присвоено звание члена-корреспондента Украинской нефтегазовой академии и Украинской транспортной академии.
В 1991—2001 годах работал генеральным директором Государственного предприятия магистральных нефтепроводов «Дружба» во Львове. В связи с реорганизацией предприятия переведён на должность заместителя председателя правления ОАО «Укртранснефть» (Киев).
Любомир Буняк — сопредседатель наблюдательного совета Острожской академии, её почётный доктор. Член наблюдательного совета Киево-Могилянской академии. Награждён высшей церковной наградой — орденом князя Владимира Великого УПЦ Киевского патриархата, а также двумя грамотами Главы УГКЦ Любомира Гузара за вклад в развитие греко-католической церкви. В 1999 году Любомира Буняка признали победителем в конкурсе на самую популярную личность «Галицкий рыцарь».
Награда Президента Украины — юбилейная медаль «20 лет независимости Украины» (19 августа 2011).
Женат, имеет троих детей. Жена работает инженером-строителем.

## Публикации
- Луцик Я. Т., Буняк Л. К., Стадник Б.І. Застосування ультразвукових сенсорів. — Львів: СП «БаК», 1998. — 232 с.
- Ліхновський І.С., Буняк Л. К., Луцик Я. Т. Моделювання сигналів у первинному перетворювачі імпульсного термометра // Вісник ДУ"Львівська політехніка" «Автоматика, вимірювання та керування». — 1998. — № 324. — С. 31—35.
- Буняк Л. К. Перспективи ультразвукового контролю і обліку в нафтопроводах // Вимірювальна техніка та метрологія. — 1998. — № 53. — С. 106—111.
- Буняк Л. К. Ультразвукові сенсори — вибір матеріалів та деякі проблеми застосування в нафтогазовій промисловості// Вимірювальна техніка та метрологія. — 1998. — № 54. — С. 70—76.
- Буняк Л. Відновлення розподілу параметрів середовища за інтервалами часу поширення акустичних коливань // Вимірювальна техніка та метрологія. — 1999. — № 55. — С. 118—122.
- Буняк Л., Дорожовець М., Кузій А., Ліхновський І., Луцик Я., Озгович А., Стадник Б. Корекція похибок вимірювання витрат нафтопродуктів шляхом їх ультразвукової томографії в трубопроводі// Вимірювальна техніка та метрологія. — 2000. — № 56.
- Буняк Л. К., Луцик Я. Т. Вимірювання і контроль параметрів трубопроводів при підземній та наземній прокладці. — Праці науково-практичної конференції «СТРЕС-97», Партенід, 12—16 жовтня 1997 р.
- Луцик Я. Т., Буняк Л. К., Стадник Б.І. Застосування ультразвукових сенсорів. — Праці ІІІ-ї міжнар.наук.конф. «Сучасні інформаційні та енергозберігаючі технології життєзабезпечення людини» СИЭТ-98, Книга 2, Кам’янець-Подільський, 2—6 червня 1998 р. — К.: 1998. — С. 95—97.
- Буняк Л. К., Луцик Я. Т., Стадник Б.І. Перспективи застосування ультразвукових сенсорів в нафтохімічній промисловості. — Праці IV-ї міжнар. наук. конф. «Сучасні інформаційні та енергозберігаючі технології життєзабезпечення людини» СИЭТ4-98, Севастополь, 7—11 вересня 1998 р. — К.: 1998.
- Луцик Я. Т., Стаднык Б.І., Буняк Л. К. Ультразвуковые импульсные и резонансные термометры для высокотемпературных измерений. — Тезисы докладов V международной конф. «Ядерная энергетика в космосе», Подольск Моск. обл. — 1999. — С. 120.
- L. Buniak, Ya. Lutsyk, B. Stadnyk, A. Kowalczyk. Metrological characteristics of ultrasonic pulse thermometers. — The 7th International Symposium on Temperature and Thermal Measurements in Industry and Science TEMPMEKO’99. — Delft. — The Netherlands. — Vol. 2. — P. 385—387.
- Буняк Л. К., Луцик Я. Т., Стаднык Б. И., Лыса О. В. Восстановление распределения параметров вязкой среды по интервалам времени распространения акустических колебаний // Materiały Międzynarodowego Seminarium Metrologw «Metody i Technika przetwarzania sygnału w pomiarach fizycznych», Rzeszów — Lwiw, 1999. — S. 62—67.
- Буняк Л. К. Контроль температурного режиму транспортування нафти в магістральних трубопроводах з метою підвищення точності комерційного обліку.